# Sandro Satta
Sandro Satta (Rovereto, 7 agosto 1955) è un sassofonista italiano di musica jazz.
Comincia la sua formazione musicale studiando chitarra classica e tromba per poi perfezionarsi in saxofono contralto.

Ha collaborato ed inciso con numerosi jazzisti italiani ed internazionali tra cui: Marcello Melis, Antonello Salis, Danilo Terenzi, Riccardo Lai, Paolo Fresu, Eugenio Colombo, Bruno Tommaso, Paolino dalla Porta, Lester Bowie, Don Cherry, Don Moye, Don Pullen, Gary Bartz, Albert Mangelsdorff, George Garzone, Billy Cobham, Han Bennik, Harvey Swartz, Elton Dean, Steve Grossman, Gary Smulyan ed altro.

Ha partecipato ed è sovente ospite dei più importanti festival jazz italiani: Umbria Jazz, Clusone Jazz, Jazz in Sardegna, Berchidda Jazz, Siena Jazz, Bari Jazz Festival, Festival Ciak Milano etc.

Ha partecipato a diversi festival jazz internazionali (Germania, Paesi Bassi, Spagna, Francia, Austria, Svizzera, Slovenia, Repubblica Ceca, USA, Australia e India).

Collabora inoltre con alcune compagnie teatrali tra cui il Club Teatro di Remondi e Caporossi, la compagnia della coreografa Roberta Garrison, il regista Roberto Olla ed altri.

Ha partecipato a diverse trasmissioni radiofoniche (Rai e Radio Vaticana) e televisive (Rai e varie TV private).

## Fonti
https://web.archive.org/web/20130119004228/http://www.darapri.it/eventi/bullesnote2012/satta_spagnoliquartet.htm%3Cbr />
| Controllo di autorità | VIAF (EN) 371153184537127100006 |